# Heiko Awizus
Heiko Awizus (* 14. Mai 1966 in Berlin) ist ein ehemaliger deutscher Eishockeyspieler, der zuletzt bis 2010 bei den ECC Preussen Juniors Berlin zusammen mit Marco Rentzsch als Trainer fungierte.

## Spieler
Awizus begann seine Karriere beim BSC Preussen aus der damaligen 2. Bundesliga Nord. Dort spielte er zunächst bis 1987 und wechselte anschließend zum Ligarivalen EC Ratingen, für die der Stürmer zwei Saisons auf dem Eis stand. Ab der Saison 1989/90 ging der Linksschütze zum SV Bayreuth, ehe er 1991 wieder zu seinem Heimatverein BSC Preussen Berlin zurückkam. In der Eishockey-Bundesliga gelang ihm mit dem Verein zweimal der Halbfinaleinzug. 1992 verpflichtete der EC Hannover den Center, ehe er zur Spielzeit 1995/96 zunächst zum 1. EV Weiden und im Laufe der Saison zum ETC Crimmitschau in die 1. Liga Süd wechselte. Nach diesem Jahr erfolgte abermals der Wechsel in seine Heimatstadt, diesmal zum Berliner Schlittschuhclub.
Seither spielte er ausschließlich für verschiedene Berliner Mannschaften, unter anderem dem ECC Preussen Juniors Berlin sowie FASS Berlin. Zur Saison 2008/09 nahm er ein Angebot als Spielertrainer beim ECC Preussen Juniors an, für die er insgesamt vier Spiele auf dem Eis stand.

## Karrierestatistik
| 1984/85 | BSC Preussen          | 2. BL   | 15 | 0  | 0  | 0  | 0   | –  | – | – | – | –  |
| 1985/86 | BSC Preussen          | 2. BL   | 5  | 0  | 0  | 0  | 0   | –  | – | – | – | –  |
| 1986/87 | BSC Preussen          | 2. BL   | 41 | 15 | 22 | 37 | 10  | 17 | 0 | 0 | 0 | 12 |
| 1987/88 | EC Ratingen           | 2. BL   | 36 | 22 | 53 | 75 | 12  | –  | – | – | – | –  |
| 1988/89 | EC Ratingen           | 2. BL   | 33 | 19 | 33 | 52 | 32  | –  | – | – | – | –  |
| 1989/90 | SV Bayreuth           | 2. BL   | 36 | 13 | 17 | 30 | 16  | –  | – | – | – | –  |
| 1990/91 | SV Bayreuth           | 2. BL   | 12 | 4  | 4  | 8  | 6   | –  | – | – | – | –  |
| 1991/92 | BSC Preussen          | 1. BL   | 43 | 1  | 2  | 3  | 4   | –  | – | – | – | –  |
| 1992/93 | BSC Preussen          | 1. BL   | 24 | 2  | 2  | 4  | 10  | –  | – | – | – | –  |
| 1992/93 | EC Hannover           | 1. Liga | 21 | 8  | 17 | 25 | 4   | –  | – | – | – | –  |
| 1993/94 | EC Hannover           | 2. BL   |    |    |    |    |     |    |   |   |   |    |
| 1995/96 | EV Weiden             | 1. Liga | 19 | 3  | 12 | 15 | 6   | –  | – | – | – | –  |
| 1995/96 | ETC Crimmitschau      | 1. Liga | 21 | 6  | 29 | 35 | 49  | –  | – | – | – | –  |
| 1996/97 | BSchC                 | 2. Liga | 44 | 19 | 53 | 72 | 103 | –  | – | – | – | –  |
| 2000/01 | Berlin Young Capitals | RL      |    |    |    |    |     | 1  | 1 | 0 | 1 | 0  |
| 2004/05 | ECC Preussen          | RL      | 12 | 5  | 10 | 15 | 24  | –  | – | – | – | –  |
| 2005/06 | FASS Berlin           | RL      | 2  | 2  | 1  | 3  | 0   | –  | – | – | – | –  |
| 2006/07 | FASS Berlin           | RL      |    |    |    |    |     |    |   |   |   |    |
| 2007/08 | FASS Berlin           | RL      | 1  | 1  | 0  | 1  | 0   | 12 | 4 | 5 | 9 | 6  |
| 2008/09 | ECC Preussen          | RL      | 4  | 1  | 2  | 3  | 4   | –  | – | – | – | –  |

(Legende zur Spielerstatistik: Sp oder GP = absolvierte Spiele; T oder G = erzielte Tore; V oder A = erzielte Assists; Pkt oder Pts = erzielte Scorerpunkte; SM oder PIM = erhaltene Strafminuten; +/− = Plus/Minus-Bilanz; PP = erzielte Überzahltore; SH = erzielte Unterzahltore; GW = erzielte Siegtore; 1 Play-downs/Relegation; Kursiv: Statistik nicht vollständig)

## Trainer
Die erste und einzige Trainerstation Awizus’ ist die beim ECC Preussen, mit denen er im ersten Jahr die Vizemeisterschaft der Regionalliga gewann und im zweiten Jahr – der Saison 2008/09 – die Meisterschaft an die Spree holte. Auch in der Saison 2009/10 leitete Awizus zusammen mit Marco Rentzsch die Regionalligamannschaft.

## Stationen als Trainer
| Jahr      | Verein                      | Liga |
| --------- | --------------------------- | ---- |
| 2008–2010 | ECC Preussen Juniors Berlin | RL   |